# Calospilota calabarica
Calospilota calabarica es una especie de mantis de la familia Mantidae.

## Distribución geográfica
Se encuentra en la isla de Bioko Liberia y  Nigeria.